# Chionaema piepersi
Chionaema piepersi är en fjärilsart som beskrevs av Walter Karl Johann Roepke 1946. Chionaema piepersi ingår i släktet Chionaema och familjen björnspinnare. Inga underarter finns listade i Catalogue of Life.